# Tshuapa tartomány
A Tshuapa tartomány a Kongói Demokratikus Köztársaság 2005-ös alkotmánya által létrehozott közigazgatási egység. Az alkotmány csak 2015-ben, többszöri halasztás után lépett hatályba. Az új alkotmány a korábbi Egyenlítői tartományt öt részre osztotta fel, melyeknek egyike lett Tshuapa tartomány,  az Egyenlítői tartomány korábbi körzete. A tartomány az ország középső részében fekszik. Fővárosa Boende. A tartomány nemzeti nyelvei a kikongo, a lingala  és a csiluba.

## Területi felosztása
A tartomány körzetei az új alkotmány szerint:
- Monkoto
- Ikela
- Djolu
- Bokungu
- Boende
- Befale